# La Navarre (paquebot de 1893)
Lancé en 1892, La Navarre est un paquebot de la Compagnie générale transatlantique réalisé par les chantiers de Penhoët à Saint-Nazaire. Transformé en navire-hôpital durant la Première Guerre mondiale, il finit par être vendu à la démolition en 1925.

## Histoire

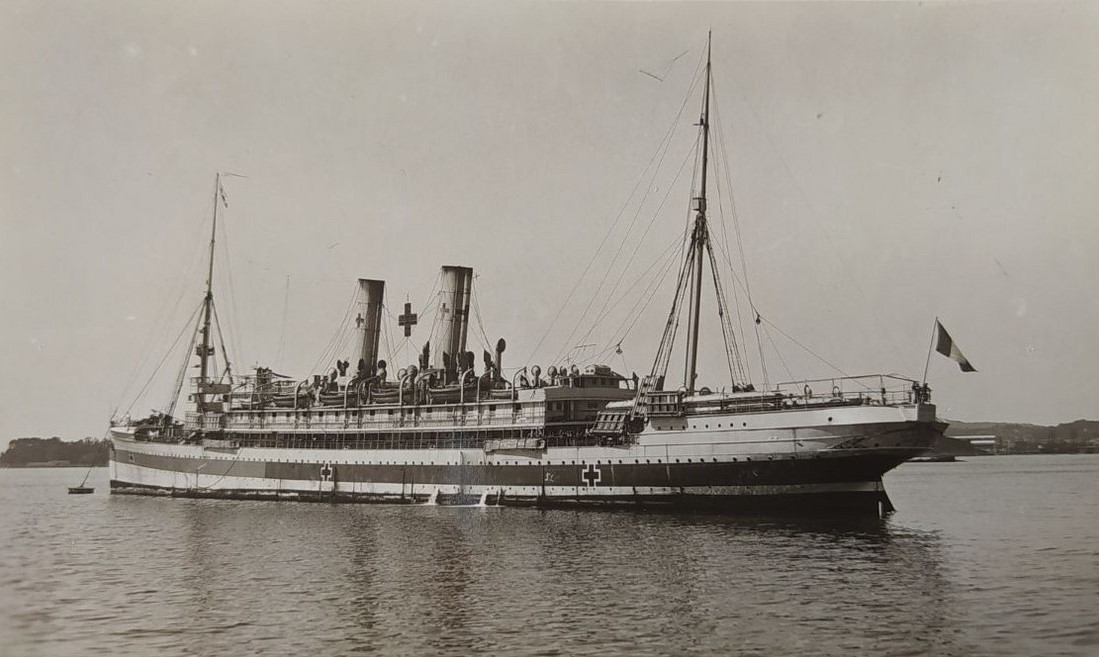
Le navire-hôpital La Navarre

Lancé le 4 novembre 1892, il effectue sa croisière inaugurale du 5 au 12 novembre 1893 sur un trajet Saint-Nazaire-La Corogne-Lisbonne-Gibraltar-Saint-Nazaire. Il est mis en service le 21 novembre 1893 sur la ligne du Mexique par la Compagnie générale transatlantique. Il est à sa mise en service le plus grand navire de la compagnie sur la ligne et est également un des plus rapides puisqu'il réalise la traversée en à peu près 10 jours au lieu des 14 jours habituels. La durée totale moyenne d'un voyage aller et retour s'effectue en 42 jours sur un trajet de près de 19 000 km. Au cours de sa carrière il servira également sur les lignes des Antilles et sur celle de New York.
Du 30 octobre 1902 au 21 mai 1903 il subit une refonte très importante au port de Saint-Nazaire qui comprend notamment le remplacement de ses chaudières et l'installation de l'éclairage électrique à bord.
En 1909, le navire est immobilisé durant plusieurs mois du fait d'une grève de l’équipage.
Réquisitionné par l'État français le 16 décembre 1916, il est transformé à Lorient en navire hôpital d'une capacité de 650 lits. De juillet à septembre 1917, il est immobilisé à cause de l'état de sa machinerie. Le 17 janvier 1918, il est arraisonné par un sous-marin allemand, son équipage monte à bord et après inspection, il obtient la permission de continuer sa route.
Après l'armistice, il est utilisé comme transport de troupes et de blessés dans la mer Noire et dans l'Adriatique. Il effectue ainsi le rapatriement de nombreux réfugiés jusqu'au 21 juillet 1919 date à laquelle il s'échoue dans le détroit des Dardanelles.
Malgré le fait qu'il soit renfloué le 26 juillet, son état ne lui permet plus d'être utilisé par le gouvernement. Il est ainsi rendu à la compagnie en décembre 1919. Il reprend alors son service sur la ligne de l'Amérique centrale avant d'être désarmé à Saint-Nazaire le 8 décembre 1924. En 1925 il est vendu à la démolition à Dunkerque où il arrive le 6 avril de la même année.

## Conception
La coque est en acier doux renforcée de membrures en U partant de la quille jusqu'au pot supérieur et espacées de 670 mm. Elle est divisée en plusieurs compartiments étanches par 13 cloisons étanches transversales montant jusqu'au pont supérieur et un cloison longitudinale sur toute la longueur de la salle des machines. Le navire est constitué de quatre ponts. L'avant du navire reçoit une teugue de 20 m de long, tandis qu'à l'arrière une dunette de 250 m2 accueillant la timonerie, sert de promenade aux passagers de seconde classe. Au centre du navire s'élève un rouf de deux étages : le premier abritant les aménagements de l'état-major, la salle des machines, les cuisines et la salle à manger des premières classes, tandis qu'au second se trouvent deux chambres de familles, six cambres de luxe, l'entrée principales des premières classes, le salon de conversation et le fumoir.
Le pont promenade, réservé aux premières classes mesure 80 m et recouvre tout le rouf supérieur. Il est équipé d'un auvent supportant les canots de sauvetage : 8 de 80 places et 4 de 40 places. Le paquebot peut emporter : 
- 250 passagers de 1re classe, répartis entre le pot promenade (22) et le premier entrepont (228),
- 54 passagers de 2de classe à l'arrière du premier entrepont,
- 74 passagers de 3e classe au deuxième entrepont,
- 300 à 400 passagers de 4e classe ou émigrants peuvent être logés dans  trois grands compartiment du 2e entrepont.

La Navarre est propulsée par deux hélices en bronze de 4,7 m de diamètre, entraînées chacune par une machine à triple expansion de 3 750 ch. La vapeur est fournie par 4 chaudières doubles à tirage forcé. Il est équipé par ailleurs de deux mâts à pible recevant des voiles goélettes.

### Sources
- Eugène Lucciardi et Maurice Charpentier, La Navarre : huit jours à bord d'un grand paquebot-poste transatlantique : la Corogne, Lisbonne, Gibraltar, Saint-Nazaire, P. Letourneur, 1894, 84 p. (BNF bpt6k1186411n, lire en ligne).